# Опарино (Тверская область)
Опа́рино — пригородная деревня в Калининском районе Тверской области. Относится к Никулинскому сельскому поселению.
Расположена к западу от Твери, в 3 км от посёлка Мигалово, в 1 км к югу от деревни Рябеево.